# Котелок (головной убор)
Котелок (от англ. bowler hat) — европейская шляпа полусферической формы из твёрдого войлока (фетра).
Первый котелок был изготовлен в 1850 году лондонской фирмой Томаса и Уильяма Боулеров (отсюда английское название) по эскизу Джеймса и Джорджа Локков. Дешёвые и практичные котелки сначала распространились в среде рабочих профессий, затем стали частью униформы банковских сотрудников и офицеров британской гвардии и наконец, оказались популярными у буржуазии и аристократии, заменив более громоздкие цилиндры. В начале XX века котелки стали вытесняться канотье и фетровыми шляпами, тем не менее, в Великобритании они продолжали оставаться частью повседневного туалета вплоть до 1960-х гг. (как правило, среди мелкой буржуазии и служащих). В настоящее время котелок является лишь атрибутом церемониального костюма, обычно наряду с сюртуком-визиткой.

## История
В 1849 году клиент (согласно распространенному мнению, это был Эдвард Кок, британский офицер и политик-виг) поручил фирме Lock & Co создать шляпу для лесничих, которая бы защищала их головы от ветвей во время верховой езды. Тогда лесничие носили цилиндры, которые легко было потерять или повредить. Lock & Co доверила решение этой проблемы Томасу и Уильяму Боулерам.
Когда Кок прибыл в Лондон 17 декабря, чтобы забрать шляпу, он дважды наступил на неё, чтобы проверить её прочность. Шляпа выдержала испытание, и Кок заплатил за неё 12 шиллингов.

## В Северной Америке
В США котелок называли «derby». Именно котелок, а не ковбойская шляпа или сомбреро, был самым популярным головным убором на американском Западе; ковбои и железнодорожные рабочие предпочитали его в силу практичности и удобства. Его носили представители закона и преступники, включая Бэта Мастерсона, Бутча Кэссиди и Билли Кида.

## В Латинской Америке
С 1920-х котелки стали носить женщины-индианки народов кечуа и аймара в Боливии и носят их до сих пор. Котелок стал частью их традиционного женского индейского костюма. В течение многих лет котелки для боливийского рынка изготавливали итальянские фабрики, сейчас же их делают местные мастера.

## В Африке
Дельта Нигера в Нигерии. Там мужчины носят эти шляпы в качестве модного аксессуара со времён британского правления.

## Известные люди, носившие котелок
- Чарли Чаплин, британский актёр
- Уинстон Черчилль, британский политик, премьер-министр Великобритании
- Владимир Ленин, российский революционер. По легенде, обменял свой котелок на кепку у одного из рабочих после выступления на Финляндском вокзале в 1917 году. Во всяком случае, в Стокгольме, перед отплытием в Петроград, Ленин был сфотографирован в котелке
- Эллисон Дигби Татхэм-Уортер, офицер британской армии времен Второй мировой войны. Носил котелок вместо шлема.

- Бэт Мастерсон, 1879
- Уинстон Черчилль в школьные годы, 1884
- Бутч Кэссиди, 1901
- Энрико Карузо, итальянский оперный тенор, 1907
- Джакомо Пуччини, итальянский композитор, 1908
- Братья Райт, изобретатели-авиаконструкторы, США, 1910
- Руаль Амундсен, норвежский исследователь-полярник, первооткрыватель Южного полюса, 1913
- Чарли Чаплин, 1915
- Бенито Муссолини на манёврах, сентябрь 1929